# Најсар
Најсар (ест. Naissaar; швед. Nargö) средње велико је острво смештено уз северну обалу Естоније, у Финском заливу Балтичког мора. Са површином од 18,6 км² највеће је естонско острво у Финском заливу. Острво је благо издужено у смеру север-југ у максималној дужини од око 8 километара, док је максимална ширина око 3,5 километара. Удаљено је неких око 8,5 километара северно од града Талина, а административно припада округу Харјума.
Највиша тачка на острву је брдо Куниламаги са надморском висином од свега 27 метара. На острву се смењују подручја обрасла четинарским шумама са стеновитим и каменитим голетима. Према подацима са пописа становништва из 2011. на Најсару су живела свега 3 становника, иако је пре Другог светског рата на острву живело око 450 становника шведског порекла.
Током совјетске владавине над Естонијом на острву се налазила војна база и приступ острву је био строго забрањен.
Острво је данас значајно туристичко подручје. Реновиране су све некадашње шведске куће, а обновљена је и у рад пуштена и ускотрачна пруга која саобраћа преко целог острва. Први светионик саграђен је 1788, док је садашњи светионик висок 47 метара саграђен 1960. године.